# Rodrigo Londoño

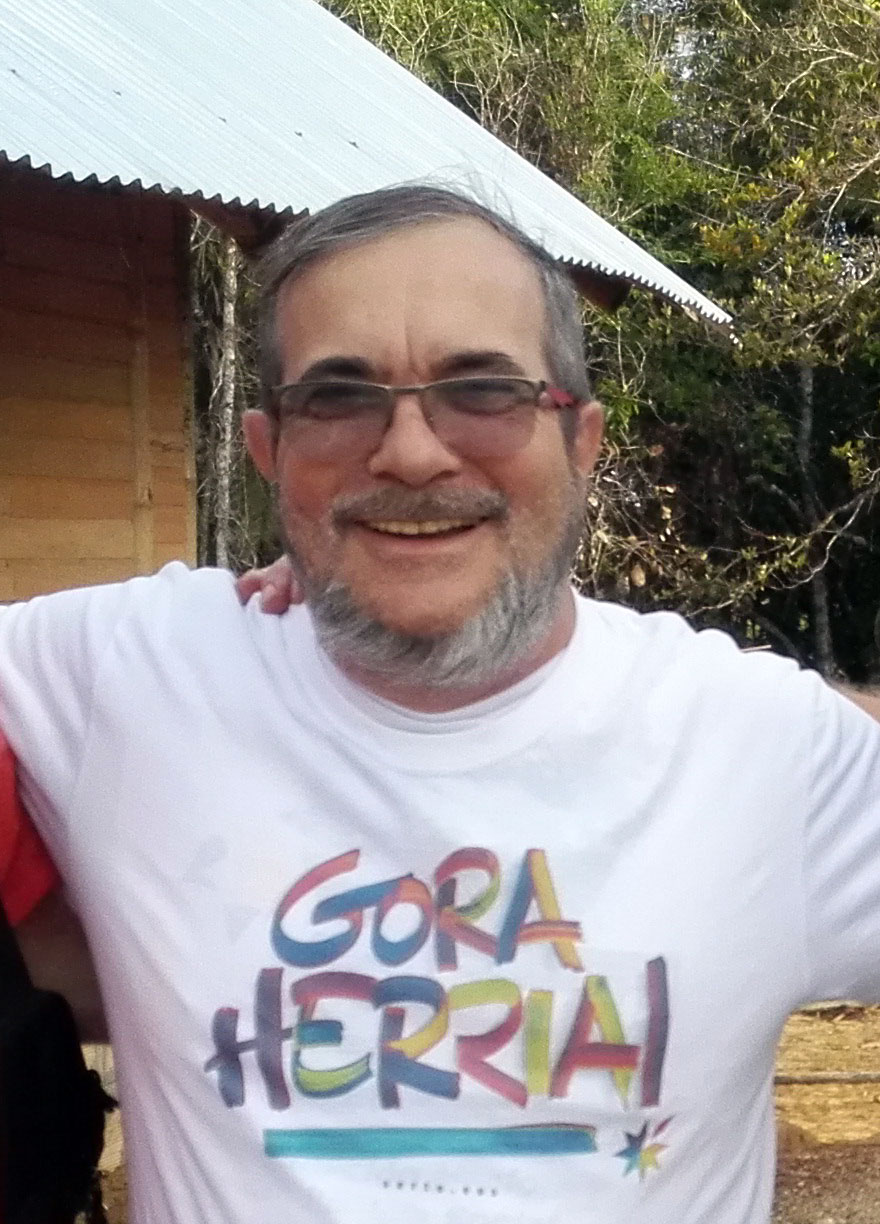
Rodrigo Londoño w 2016 roku

Rodrigo Londoño, pseud. Timoszenko i Timoleon (ur. 22 stycznia 1959 w Calarcá  w Quindío) – kolumbijski lekarz, ostatni przywódca organizacji partyzanckiej Rewolucyjne Siły Zbrojne Kolumbii (FARC).

## Życiorys
Z wykształcenia kardiolog. W czasach szkolnych przystąpił do komunistycznej młodzieżówki. Do Rewolucyjnych Sił Zbrojnych Kolumbii (FARC) dołączył w 1982 roku. W listopadzie 2011 roku objął dowództwo w siłach FARC. Jako lider grupy doprowadził do zawarcia pokoju z rządem i demobilizacji formacji. 26 września 2016 roku wraz z prezydentem Juanem Manuelem Santosem podpisał traktat kończący trwającą od 1964 roku wojnę domową. We wrześniu 2017 roku stanął na czele partii Rewolucyjna Alternatywna Siła Ludowa.